# Varnostno tiskanje
Varnostno tiskanje je področje tiskarske industrije, ki se ukvarja s tiskanjem predmetov, kot so bankovci, čeki, potni listi, nalepke, varnostni trakovi, poštne znamke in osebne izkaznice. Glavni cilj varnostnega tiskanja je preprečiti ponarejanje ali razmnoževanje. V zadnjem času je veliko tehnik, ki se uporabljajo za zaščito teh dokumentov visoke vrednosti, postalo bolj dostopnih. Ne glede na to, ali uporabljajo bolj tradicionalne offsetne in fleksografske stroje za tiskanje ali novejše digitalne platforme. Podjetja ščitijo svoje dokumente manjše vrednosti tako, da se zagotovi, da jih ni mogoče ponarediti ali da sprememb podatkov ni mogoče odkriti.
V industriji varnostnega tiskanja se uporabljajo številne tehnične metode. Varnostno tiskanje najpogosteje poteka na varnostnem papirju, lahko pa tudi na plastičnih materialih.